# تثلث الصبغي 9
تثلث الصبغي 9 هو اضطراب الكروموسومات الناجمة عن وجود ثلاث نسخ ( تثلث الصبغي ) من عدد الكروموزوم 9 . يمكن أن تظهر مع أو بدون الأصباغ.

## الخصائص والاعراض
الأعراض تختلف، ولكن عادة ما يؤدي إلى تشوه في بنية الجمجمة (dysmorphisms)،و الجهاز العصبي ، و الإصابة بالتخلف العقلي .و خلل في بنية القلب ( Dysmorphisms )، الكلى ، و الجهاز العضلي الهيكلي . أظهرت نتائج التدقيقات ال والمراقبة الطبية لهذا المرض ان الرضع المصابون بتثلث الصبغي 9 يبقون على قيد الحياة لمدة 20 يوما بعد الولادة ,وتظهر المظاهر السريرية عليهم والتي تتميز ببالوجه الصغير، وعيون واسعة (اليافوخ) ، القفا بارزة، صغر الفك والأذنين وانخفاضهما، شقوق جفني، تقوس عالي للحنك، الأصابع قصيرة و المتداخلة، ومحدودية اختطاف الورك، لغط القلب والرقبة وتراء أيضا.

## الأسباب
تثلث الصبغي 9 هي واحدة من الحالات الشاذة والنادرة وغير معروفة السبب بشكل مباشر، ولكن أظهرت دراسة اجريت على 5 حالات وجود علاقة مع متلازمة نعش سيريس (Coffin-Siris syndrome)، فضلا عن وجود فجوة واسعة بين أصابع القدم بين الأول والثاني والخامس، ويعتقد ان اسباب الإصابة بثلاثة تشوهات في الدماغ بما في ذلك المتوسعة البطينين مع نقص التكون في الجسم الثفني و تشوه داندي ووكر، كلها لها علاقة بالإصابة بتثلث الصبغي 9

## التشخيص
يمكن تثلث الصبغي 9 الكشف عنه قبل الولادة، حيث تأخذ العينات من زغابة المشيمية ودم الحبل السري عن طريق الجلد (cordocentesis )، ويمكن استخدام الموجات فوق الصوتية في الكشف عنه.ولأن تثلث الصبغي 9 يظهر مع الأصباغ، يقترح الأطباء أن يأخذ عينات من أنسجة متعددة عند تنميط نووي لتشخيص المرض.